# Чу Сечонг
Чу Сечонг (кореј. 주세종; 30. октобар 1990) јужнокорејски је фудбалер који тренутно наступа за војни клуб Асан Мугунхва, због обавезног двогодишњег служења војног рока и репрезентацију Јужне Кореје на позицији централног везног.

## Клупска каријера

### Пусан Ајпарк
Професионалну каријеру почео је 2012. године; свој деби и једину утакмицу у сезони одиграо је 21. јула 2012, у поразу 6:0 на гостовању Сеулу; ушао је у игру у 35 минуту умјесто повријеђеног Ли Вончонга. Наредне године није играо ни на једној утакмици, вратио се 2014, када је 4. маја играо против Кјомама, играо је до 72 минута. Први гол за клуб постигао је у оквиру корејског ФА Купа, против Сувона, у побједи 3:2 након продужетака. Први гол у лиги постигао је у августу 2014, у побједи 4:2 над Сеонганом. Постао је стартер и један од кључних играча у наставку сезоне, постигао је још један гол, у побједи 1:0 над Инчен јунајтедом и уписао је пет асистенција. Изабран је у идеални тим кола три пута. У сезони 2015 постигао је три гола, од чега два у поразу 3:2 од Гванџуа. На крају сезоне Ајпарк је испао из лиге.

### Сеул
На дан 8. јануара 2016. године, прешао је у Сеул. На утакмици десетог кола К1 лиге, постигао је два гола у побједи над Сенганом 3:2, постигао је побједоносни гол у 71 минуту. Трећи и последњи гол у лиги у сезони 2016 постигао је у побједи 2:1 на гостовању Гванџуу; постигао је водећи гол у 10 минуту. Један гол постигао је и у Лиги шампиона. Сечонг је постигао једини гол у полуфиналу у поразу од Чонбука 4:1
У сезони 2017 одиграо је 30 од 33 утакмице у лиги, добио је црвени картон у 25 минуту у поразу од Чонбука 2:1. У сезони није постигао ниједан гол. На љето 2018 отишао је на служење војног рока, гдје се придружио војном тиму Асан Мугунхва, на позајмицу.

## Репрезентативна каријера
Био је члан репрезентације до 23 године у квалификацијама за Олимпијске игре 2012, али није добио прилику да дебитује.
За сениорску репрезентацију Јужне Кореје дебитовао је 11. јуна 2015, у побједи 3:0 против Уједињених Арапских Емирата; ушао је у игру у 82 минуту. Ушао је у тим за Првенство Источне Азије 2015, гдје не играо једну утакмицу, у ремију 1:1 против Јапана, добио је жути картон. Први гол за репрезентацију постигао је 1. јуна 2016. године, на пријатељској утакмици против Шпаније, у поразу 6:1; Сечонг је постигао гол при резултату 5:0. У мају 2018. нашао се на прелиминарном списку фудбалера за Свјетско првенство 2018, у Русији; нашао се и на коначном списку од 23 играча. Играо је на двије утакмице групе Ф; у поразу 2:1 од Мексика и у побједи 2:0 против Њемачке. Кореја је наступ завршила у групној фази, на трећем мјесту, са три бода, исто колико и Њемачка, али са бољом гол разликом.

## Трофеји

### Клуб
Сеул
- К1: 2016.

### Репрезентација
Јужна Кореја
- Првенство Источне Азије: 2015, 2017.